# Bartosz Zmarzlik
Bartosz Zmarzlik, född 12 april 1995, är en polsk speedwayförare och lagkapten för Stal Gorzów Wielkopolski. Han är fyrfaldig världsmästare i speedway (2019, 2020, 2022, 2023), junior världsmästare (2015), junior europamästare (2012), trefaldig världsmästare i gruppmästerskap (2016, 2017, 2023), fyrfaldig världsmästare i junior gruppmästerskap (2012, 2014, 2015, 2016) och tvåfaldig europamästare i junior gruppmästerskap (2013, 2014). 
Under 2019 vann Bartosz Grand Prix och blev den tredje polska världsmästare i speedway, efter Jerzy Szczakiel och Tomasz Gollob. 2020 blev han den tredje speedwayföraren i Grand Prix historia - efter Tony Rickardsson och Nicki Pedersen - och den tionde världsmästaren som försvarade denna titel.

## Biografi
Zmarzlik föddes 1995 i Szczecin i Polen som son till Dorota och Paweł Zmarzlik. Zmarzlik är yngre bror till den tidigare speedwayföraren Paweł Zmarzlik.  
Zmarzliks karriär som speedwayförare började när han 2012 deltog i Speedway Grand Prix i Polen där han blev den yngste föraren någonsin. Under tävlingen gjorde han mycket bra ifrån sig och kom på en tredje plats. 2014 gjorde Zmarzlik sin brittiska debut och ingick i ett kontrakt med Birmingham Brummies där han tog över Adam Skornickis plats.

## Privatliv
I september 2020 berättade Zmarzlik att han väntar barn med sin flickvän. I mars 2021 föddes parets son.

## Svensk speedway
| Säsong | Liga        | Klubb             | Plats | Matcher | Starter | Poäng | Bonus | Totalt |
| ------ | ----------- | ----------------- | ----- | ------- | ------- | ----- | ----- | ------ |
| 2011   | Allsvenskan | Gnistorna Malmö   | 6.    | 3       | 15      | b.d.  | b.d.  | 23     |
| 2012   | Allsvenskan | Gnistorna Malmö   | 6.    | 6       | 25      | 43    | 1     | 44     |
| 2013   | Elitserien  | VMS Elit Vetlanda | 2.    | 10      | 43      | 77    | 9     | 86     |
| 2014   | Elitserien  | VMS Elit Vetlanda | 1.    | 6       | 25      | 41    | 3     | 44     |
| 2015   | Elitserien  | VMS Elit Vetlanda | 1.    | 16      | 73      | 155   | 10    | 165    |
| 2016   | Elitserien  | VMS Elit Vetlanda | 7.    | 13      | 68      | 153   | 4     | 157    |
| 2017   | Elitserien  | VMS Elit Vetlanda | 2.    | 16      | 81      | 190   | 10    | 200    |
| 2018   | Elitserien  | Elit Vetlanda     | 6.    | 16      | 87      | 200   | 10    | 210    |
| 2019   | Elitserien  | Elit Vetlanda     | 4.    | 18      | 91      | 254   | 1     | 255    |
| 2020   | Elitserien  | Elit Vetlanda     | 5.    | 1       | 5       | 15    | 0     | 15     |
| 2021   | Elitserien  | Elit Vetlanda     | 5.    | 6       | 31      | 88    | 1     | 89     |
| 2022   | Elitserien  | Lejonen Speedway  |       |         |         |       |       |        |
| 2023   | Elitserien  | Lejonen Speedway  |       |         |         |       |       |        |